# Mistelgau
Mistelgau là một đô thị ở huyện Bayreuth bang Bayern nước Đức. Đô thị Mistelgau có diện tích 39,43 km², dân số thời điểm ngày 31 tháng 12 năm 2006 là 3918 người.